# Castell de Vallclara
Castell de Vallclara estava situat sobre el serrat rocallós que hi ha a ponent del poble de Vallclara (Conca de Barberà). Ja es coneix la seva existència des del segle xii, i en l'actualitat es conserva en estat ruïnós. És declarat bé cultural d'interès nacional.

## Descripció
Les restes del castell consisteixen en les traces d'un recinte envoltat per murs als que han sigut arrencats els carreus. A la part oriental d'aquest es conserva un portal construït, segurament, en època gòtica.
Apartades uns metres d'aquest espai, en un dels costats del turó, es troben les ruïnes del que hauria estat una torre, amb planta quadrangular i coberta a la seva part inferior per una volta, actualment mig enderrocada. La construcció d'aquesta part fou realitzada amb carreus de gran mida, escairats amb cura i units amb morter.

## Història
El llinatge dels Vallclara, senyors o castlans del castell, està documentat des del 1195. L'any 1220 el castell i lloc de Vallclara fou cedit al monestir de Poblet, que en gaudí la propietat tot el segle xiii i principis del XIV, fins que aquest fou reclamat per Berenguer de Jorba. Després de la intervenció de Pere III, el castell fou retornat a Poblet arran la venda dels drets per part de Berenguer de Jorba.
El 1932, A. Palau parlava encara de l'existència de panys de mur, d'una "torre de l'homenatge", a més d'altres torres de grans proporcions disposades al llarg del recinte.
El castell va servir durant molt de temps com a pedrera del poble, destacant l'ús dels seus carreus en l'arranjament del cementiri.